# Somogyom
Somogyom (románul: Șmig) falu Romániában, Erdélyben, Szeben megyében.

## Neve
1317-ben, Károly Róbert király alatt nevét már említették az oklevelek p. Sumugun néven, mikor a király a Szalók nemzetségből való Simon bán itteni birtokait vette védelme alá.
További névváltozatai: 1325 körül p. Symyg, 1352-ben Sumugy, 1355-ben p. Sumugyn, 1389-ben Sumugyon, 1395-ben Somogy, 1587-ben Somogyon, 1733-ban Smig, 1760–1762-ben Somogyom, 1808-ban Somogy aliis Somodgyon h., Schmiegeng., Zsnik val., 1861-ben Somogyom, Zsnik, 1888-ban Somogyom (Schmigen, Smigu), 1913-ban Somogyom.

## Fekvése
Erzsébetvárostól légvonalban 10 km-re nyugatra, Medgyestől 9,5 km-re északkeletre, Küküllőkőrös és Jövedics közt fekvő település.

## Története
Somogyom és környéke ősidők óta lakott hely volt. Területén bronzkori leletek kerültek napvilágra.
1317-ben Károly Róbert király hívei közé fogadva a Szalók nemzetségbeli Simon bánt védelmébe veszi Simon bán e birtokát is az ispánokkal és medgyesi szászokkal szemben, és biztosítja, hogy bármely szabad ember megtelepedhet benne. 1325-ben már Simon bán fiai osztoztak meg rajta (Gy 3: 559).
1449 után Somodyon-i Miklósné Bakaji Potenciána is átdta a nagydemeteri és törpényi szászoknak Fata, Bocsonya, Cege és Tőkés nevű birtokait. 1451-ben pedig Somogyoniak egyezséget kötöttek a Cikmántoriakkal, Kendiekkel és Kémeriekkel birtokaik visszaserzésére.
A trianoni békeszerződés előtt Kis-Küküllő vármegye Erzsébetvárosi járásához tartozott.
1910-ben 1002 lakosából 321 magyarnak, 60 németnek, 621 románnak vallotta magát. Ebből 161 római katolikus, 511 görögkatolikus, 137 református volt.
A 2002-es népszámláláskor 959 lakosa közül 730 fő (76,1%) román, 219 (22,8%) magyar, 8 (0,8%) német és 2 (0,2%) cigány volt.